# Lasioglossum ephialtum
Lasioglossum ephialtum är en biart som först beskrevs av Jason Gibbs 2010. Den ingår i släktet smalbin och familjen vägbin. Arten finns från mellersta USA till sydöstra Kanada.

## Beskrivning
Huvud och mellankropp är ljust gulgröna till blågröna. Nedre delen av munskölden är varmgul, antennerna mörkbruna och benen bruna. Vingarna är halvgenomskinliga med brungula ribbor. Behåringen är vitaktig och tämligen gles. Arten är liten, honan har en kroppslängd på 5 till 6 mm medan hanens längd varierar mellan 4,5 och 6 mm. Båda könen har en framvingelängd på drygt 3 till 4 mm.

## Taxonomi
Biet är mycket likt flera nära släktingar, som Lasioglossum sablense, Lasioglossum laevissimum och Lasioglossum mitchelli, något som bidragit till att den varit så svår att identifiera som en sann art. Artepitetet är valt med tanke på detta: "ephialtum" är härlett från grekiskans "εφιάλτης" ("efialtis"), "mardröm".

## Utbredning
Arten är vanligt förekommande från Manitoba till New Brunswick i Kanada med sydgräns från Colorado till West Virginia i USA.

## Ekologi
Arten är polylektisk, den flyger till blommande växter från många olika familjer, som amarantväxter, korgblommiga växter, korsblommiga växter, kaprifolväxter, vindeväxter, näveväxter, kransblommiga växter, kermesbärsväxter, grobladsväxter, slideväxter, ranunkelväxter och rosväxter.